# Петър I Савойски
Вижте пояснителната страница за други личности с името Петър.
Петър I Савойски, Петър от Мориен или Петър от Аоста (на италиански: Pietro I di Savoia, на френски: Pierre Ier de Savoie, Pierre de Maurienne, Pierre d'Aoste; * ок. 1043, 1047/1049 или 1048, † 9 август 1078) от Дом Савоя, е маркграф на Торино от 1060 г. до смъртта си. Понякога е включван, без следи от употреба в известните актове, в списъка на графовете на Савоя като 4-ти граф на Савоя.

## Произход
Петър, според френския историк Самюел Гишенон, е първородният син на Ото I Савойски (* 1030, † 1060), граф на Мориен, на Аоста и на Шабле, и на съпругата му Аделхайд (* 1016, † 1091), маркграфиня на Торино и Суза от рода Ардуини. Негови дядо и баба по бащина линия са Хумберт I Белоръки, граф на Мориен и на Шабле, и Аксиленда или Аксилия, а по майчина – Оделрик Манфред II, маркграф на Торино и Суза, и Берта от Отбертините. Има един или двама братя и две сестри:
- Амадей II (* ок. 1050, † 1080), 5-и граф на Савоя и граф на Аоста и на Мориен от 1078 г. до смъртта си, съпруг на Жана Женевска
- Берта (* 1051, † 1087), кралица на Германия и императрица на Свещената римска империя като съпруга на Хайнрих IV[11]
- Аделхайд (* ок. 1052/1053, † нач. на 1079), вероятна съпруга на Гиг IV, граф на Албон, и на Рудолф Швабски,[12] херцог на Швабия, избран през 1077 г. за крал на римляните в опозиция на Хайнрих IV.
- Ото († 1095/1099), споменат от Самюел Гишенон,[13] погрешно считан за епископ на Асти (1073/1079).[14]

## Биография

### Ранни години
След смъртта на дядо му Хумберт I между 1047 и 1048 г. неговият чичо Амадей го наследява във всичките му титли. След смъртта на чичо му Амадей I след 12 декември 1051 г., тъй като най-големият му син Хумберт е починал преди него, а вторият му син Аймон е духовник (може би също е починал преди него), неговите титли преминават към бащата на Петър, Ото.
През май 1057 г. Петър, родителите му Ото I и Аделхайд, брат му Амадей и двете му сестри Берта и Аделхайд правят дарение на църквата в Улкс.

### Управление
Петър става маркграф на Торино след смъртта на баща си Ото I, който умира млад, вероятно на 19 януари 1057 г. или на 21 май 1060 г., оставяйки всичките си потомци почти деца. Петър е поверен на регентството на младата си майка Аделхайд и управлява само номинално, тъй като властта се държи от нея. Аделхдайд освен съпруга си надживява и децата си и ефективно държи властта до смъртта си през 1091 г. в ролята си на регентка първо на Петър I и на брат му Амадей, а след това на Хумберт II – син на Амадей.
През 1064 г. Аделхайд е начело на управлението заедно със сина си Петър. Тогава Петър I потвърждава, заедно с нея, дарение от трета страна на Абатство Фрутуария в Сан Бениньо (3 януари). Също около 1064 г. той се жени за Агнес Поатиенска, дъщеря на херцога на Аквитания Вилхелм VII и внучка на едноименната императрица. Този брак е в съответствие с политиката на майка му за създаване на широкообхватни политически връзки чрез бракове. Още един резултат от тази политика е бракът, скоро след това, между сестрата на Петър, Берта, с Хайнрих IV.
През същите години е изяснено разграничението между компетенциите на Петър, ограничени до управлението на Маркграфство Торино, и тези на по-малкия му брат Амадей II, който наследява графските прерогативи на Хумбертините в района на Бургундия и няма достъп до титлата на маркграф и след смъртта на Петър. Политическите ефекти от това разделение са смекчени от силното влияние, което майка им Аделхайд упражнява върху двата сектора, започвайки от годините на непълнолетието на Петър и Амадей. В района на Бургундия Аделхайд ръководи лично (1066 – 1067) споразуменията с епископа на Виен, свързани с потискането на злоупотребяващия монетен двор на Егбел, както и преговорите с Хайнрих IV по повод неговото слизане в Италия през Мон Сени (1076 – 1677). В тези случаи братът на Петър, Амадей, се ограничава до гарантиране на собственото си уважение към постановеното от майка им; в спора за Егбел той е придружен от Петър. Единственото относително автономно действие на Петър в областта на Бургундия е потвърждението, чрез подпис без дата, на привилегия, дадена от дядо му Хумберт I, на канониците на „Сан Джовани“ и „Сан Орсо“ в Аоста (1040 г.); текстът подчертава, че в този случай Петър е действал като син на Ото и Аделхайд.
На италианския фронт ситуацията е почти аналогична на бургундската. В почти всички документи, касаещи Петър, той е придружен от майка си. Той се появява в малка част от документите, които съставляват големия корпус от дарения на Аделахайд – документи, в които той действа като обикновен свидетел или декларира съгласието си. През юли 1078 г. Петър заедно с майка си Аделхайд и брат си Амадей прави дарение на Абатство „Новалеза“.
Според Chronique de Savoye на Жан Кабаре д'Орвил абат Рудолф от Сен Морис д'Агон дава на Петър II Пръстена на Свети Маврикий. Това е инсигния, наследена от последните крале на Бургундия чрез императора, даваща на графовете на Савоя „могъщество чрез преноса на пръстена“. Днес изглежда много вероятно Петър I да е бил този, на когото е бил даден пръстенът около 1076 г. Той приема и титлата на абат. Впоследствие този пръстен става знак за инвеститура за Савойския дом, както е и за кралете на Бургундия.

### Отношения с епископите
Петър действа по-автономно в контактите с епископите на Маркграфство Торино, по-специално с тези на Асти и Торино. В случая с Асти действията му са в съответствие с политиката на майка му Аделхайд, целяща да възстанови контрола на маркиза върху епархия със слабо присъствие на Ардуините. До 1066 г. тя е издигнала кандидатурата за епископ на Ингон, който е необичан от градската аристокрация; кандидатурата му е наложена със силата на оръжието през 1070 г. Около този период Петър влиза в конфликт с него относно Веца.
През 1078 г. Петър оказва военна помощ епископа на Торино Куниберт, който е в конфликт с монасите от манастира Сан Микеле дела Киуза, като предявява претенции да назначава техния абат. Конфликтът възниква през 60-те години на IX век и се задълбочава около 1078 г., когато Куниберт се опитва да прогони избрания от монасите абат с въоръжена намеса. Подкрепата на епископа, който е в трудни отношения с папа Григорий VII, би трябвало да се постави във връзка с отношението на равновесие, което майката му Аделхайд поддържа през онези години между папството, чиято централизираща политика тя подкрепя, и империята, с която е обвързана с брачни съюзи.

### Смърт
Последният датиран източник относно Петър е харта за Провостурата на Улкс от 1073 г.
Петър I умира на 9 август 1078 г., вероятно насилствено. След смъртта му е поставен въпросът за наследството между дъщеря му Агнес и брат му Амадей. Изглежда, че въпросът е решен чрез следване на Салическия закон, така че наследникът на Петър в неговите титли е брат му Амадей с името Амадей II. Управлението на Амадей обаче е само номинално, тъй като то де факто остава в ръцете на майка им Аделхайд.

## Брак и потомство
∞ ок. 1064 или 1078 за Агнес Поатиенска/Агнес Аквитанска (* ок. 1052, † сл. 18 юни 1089), дъщеря на Вилхелм VII, граф на Поатие и херцога на Аквитания (1039 – 1058), и Ема от Шартър, и вдовица на крал Рамиро I Арагонски от 1064 г., от която има една, две или три дъщери:
- Агнес Савойска[38] (* 1065, † 1110), маркграфиня на Торино, кръстена на майка си и на прабаба си по майчина линия – императрица Агнес Поатиенска;[39] ∞ 1080 за Фридрих от Монбелиар († 29 юни 1091)[40], от когото има трима сина.
- Алиса Савойска (* 1065, † сл. 1099), ∞ 21 декември 1099 за Бонифаций дел Васто, маркграф на Савона,[41] от когото има пет[42] или седем сина, сред които Манфред I, маркграф на Салуцо. За английския историк Чарлз Уилям Превите-Ортън Алиса е „изобретение на генеалозите“, което прави възможно легитимирането на права в Италия[39]
- Берта Савойска[2] (* ок. 1075, † пр. 1111),[39] вероятна, ∞ 16 август 1097 за Педро I, крал на Арагон, крал на Памплона и граф на Собрарбе и Рибагорца, племенник на Рамиро I,[43] от когото няма деца.

## Титли и домейни
Френският историк Самюел Гишенон (1660) го определя като Петър Савойски, маркиз на Суза и Италия. Баща му Ото I разделя имуществото си между двамата си сина: Петър, най-големият, наследява италианските земи и маркграфската титла от Ардуините, а по-малкият му брат Амадей – земите на Кралство Бургундия и титлата „граф“ от Хумбертините. Виктор Флур дьо Сен Жени (1869) посочва, че в продължение на няколко години двамата братя имат съвместно притежание на савойските владения на баща им.
След смъртта на Петър майка му Аделхайд от Суза си връща наследството – италианските земи, които предава на внучката си Агнес Савойска. Агнес е съпруга на Фридрих от Монбелиар.
Някои автори считат Петър за 4-ти граф на Савоя. Титлата „граф на Савоя“ всъщност се използва само от граф Амадей III през 1125 г. Въпреки това братът на Петър Амадей II, който наследява графския дял от баща си, е споменат като „граф на Сабаудия“ след смъртта на Петър.

### Първични източници
- (LA) Monumenta Germaniae Historica, Scriptores (in Folio) (SS), tomus XX
- (LA) Le carte della prevostura d'Oulx raccolte e riordinate cronologicamente fino al 1300
- (IT, LA) Il conte Umberto I (Biancamano) e il re Ardoino: ricerche e documenti
- (LA) Regesta comitum Sabaudiae
- (LA) Antiquitates Italicæ medii ævi
- (LA) Anales De La Corona De Aragon, Volume 1
- (LA) Regesto dei Marchesi di Saluzzo (1091-1340), doc. 3, pag 2
- (LA) Peter der Zweite, Graf von Savoyen, Markgraf in Italien
- (LA) Chronicon Santi Maxentii Pictavinis, Chroniques des Eglises d´Anjou.

### Историографска литература
- (FR) Histoire de Savoie, d'après les documents originaux,... par Victor... Flour de Saint-Genis. Tome 1
- (FR) Histoire généalogique de la royale maison de Savoie, justifiée par titres, ..par Guichenon, Samuel
- (IT) Paolo Buffo, PIETRO di Moriana-Savoia, в Dizionario biografico degli italiani, vol. 83, Istituto dell'Enciclopedia Italiana, 2015
- (FR) Michel Germain, Personnages illustres des Savoie : "de viris illustribus", Lyon, Autre Vue, 2007
- (EN) Charles William Previté-Orton, The Early History of the House of Savoy : 1000-1233, Cambridge, Cambridge University Press (réimpr. 2013) (1re éd. 1912)
- (FR) Réjane Brondy, Bernard Demotz, Jean-Pierre Leguay, Histoire de Savoie : La Savoie de l'an mil à la Réforme, xie au début du xvie siècle, Ouest France Université, 1984
- (FR) Bernard Demotz, Le comté de Savoie du xie au xve siècle : Pouvoir, château et État au Moyen Âge, Genève, Slatkine, 2000

### Други
- COMTES de SAVOIE et de MAURIENNE 1060-1417 - PIERRE de Savoie, на fmg.ac, Foundation for Medieval Genealogy. Посетено на 5 юни 2023 г.
- MARCHESI di SUSA - PIERRE de Savoie, на fmg.ac, Foundation for Medieval Genealogy. Посетено на 5 юни 2023 г.
- Peter I. Graf von Savoyen (1059 – 1078), genealogie-mittelalter. Посетено на 5 юни 2023 г.
- (EN) The House of Savoy - Pietro I, на genealogy.euweb.cz, Genealogy. Посетено на 5 юни 2023 г.